# پروژه آ بخش دوم
پروژه آ بخش دوم (به انگلیسی: Project A Part II) نام یک فیلم اکشن محصول سال ۱۹۸۷ هنگ کنگ به کارگردانی و نویسندگی جکی چان که همچنین او در نقش اصلی و قهرمان فیلم نیز ظاهر می‌شود. قسمت قبلی این فیلم در سال ۱۹۸۳ منتشر شد. این فیلم در هنگ کنگ در تاریخ ۱۹ اوت ۱۹۸۷ منتشر شد.

## بازیگران
- جکی چان
- مگی چانگ
- بیل تونگ
- روزاموند کوآن
- دیوید لام
- کارینا لاو
- ری لیو
- رجینا کنت
- مارس
- کنی هو
- بوژیدار اسمیل‌یانیچ
- هویی سانگ لی
- کن لو
- آنتونی چان
- کوان هویی-سان
- ریکی هویی
- الن چویی چونگ-سان
- سامو هونگ
- یوئن بیائو
- دیک وی